# Mark Tonelli
Mark Tonelli (n. 13 aprilie 1957, Ipswich⁠(d), Queensland, Australia) este un înotător ce a reprezentat Australia, medaliat olimpic. A participat la 2 ediții ale Jocurilor Olimpice (1976, 1980) în care a câștigat două medalii de aur.